# Ministère de l'Industrie (Tunisie)
Pour les articles homonymes, voir Ministère de l'Industrie.
Le ministère de l'Industrie (arabe : وزارة الصناعة) est un ministère tunisien chargé du secteur industriel.

## Histoire
Le ministère de l'Industrie a connu historiquement plusieurs changements au niveau de sa dénomination, notamment en relation avec le portefeuille de l'énergie et des mines :
- 1987 : création du ministère de l'Énergie et des Mines détaché du ministère de l'Économie nationale[2],[3] avant d'y être réintégré après quelques mois ;
- 2016 : création du ministère de l'Énergie, des Mines et des Énergies renouvelables[4],[5] qui compte trois ministres à sa tête durant un an et neuf mois, jusqu'à sa dissolution en septembre 2018[6] et son rattachement aux structures du ministère de l'Industrie et des PME[7].

## Missions et attributions
Le ministère a pour mission d'élaborer et de mettre en œuvre la politique du gouvernement dans les domaines se rapportant à l'industrie, aux industries agroalimentaires, aux services connexes à l'industrie, à l'énergie et aux mines, à la coopération industrielle et à la sécurité industrielle, énergétique et minière.
Dans le domaine de l'énergie et des mines, le ministère est chargé de la préparation et de l'exécution de la politique générale de l'État, des plans et programmes afférent aux secteurs de l'énergie et des mines ainsi que du suivi de leur réalisation à travers l'exercice des activités suivantes :
- examiner toutes les questions relatives à l'exécution de la politique de l'État en matière d'énergie et des mines ;
- veiller à la détermination d'une vision stratégique des secteurs de l'énergie et des mines afin de garantir l'approvisionnement en énergie de manière durable et selon les meilleures conditions de sécurité, environnementales et de qualité ;
- élaborer et développer des politiques et législations permettant l'exploitation optimale des ressources énergétiques et minières selon les meilleures pratiques internationales et dans un cadre de transparence, d'intégrité et de responsabilité ;
- effectuer les recherches et études prospectives sectorielles, élaborer les stratégies visant le développement et la modernisation des secteurs de l'énergie et des mines en coordination avec les organismes concernés et veiller à leur application ;
- concevoir et exécuter les orientations nationales relatives à la promotion des énergies renouvelables, à l'efficacité de son utilisation ainsi qu'à la transition énergétique ;
- développer des nouveaux concepts en matière d'efficacité énergétique et encourager son utilisation ;
- encourager l'innovation et le développement technologique dans les secteurs de l'énergie et des mines ;
- proposer les objectifs qualitatifs et quantitatifs ainsi que les programmes d'investissement à réaliser dans le cadre des plans de développement et du suivi de leur exécution ;
- exécuter des mesures prises par le gouvernement concernant les secteurs de l'énergie et des mines, soit directement ou par le biais des établissements et entreprises publics placés sous sa tutelle ;
- veiller à l'encadrement, la formation et le développement des compétences des ressources humaines opérant dans le secteur ;
- assurer le suivi et analyser la conjoncture nationale, régionale et mondiale en matière d'énergie et des mines.

## Organisation
L'organisation suivante est mise en place par le décret n°2010-617 du 5 avril 2010, modifiant et complétant le décret n°2000-134 du 18 janvier 2000, qui porte organisation du ministère de l'Industrie et de la Technologie :
- Cabinet
  - Bureau d'ordre central
  - Bureau d'information, d'accueil et des relations publiques
  - Bureau du suivi des décisions du conseil des ministres, des conseils ministériels restreints et des conseils interministériels
  - Bureau de la sécurité et de la permanence
  - Bureau des affaires générales
  - Bureau de la coopération et des relations extérieures
  - Bureau des relations avec le citoyen
  - Bureau de la mise à niveau de l'industrie
  - Bureau des études et du suivi de la conjoncture économique
- Inspection générale
- Direction générale des services communs
- Services spécifiques
  - Direction générale de la tutelle des entreprises
  - Direction générale de l'infrastructure industrielle et technologique
  - Direction générale de la promotion des petites et moyennes entreprises
  - Direction générale des industries manufacturières
  - Direction générale de l'innovation et du développement technologique
  - Direction générale du textile et de l'habillement
  - Direction générale des industries alimentaires
  - Direction générale de l'énergie
  - Direction générale des mines
  - Direction de la sécurité

## Représentation régionale
Quoique prévu dans son décret d'organisation et à la différence de la majorité des ministères techniques et de souverainetés, le ministère de l'Industrie et des PME n'a jamais disposé de représentation à l'échelle régionale. Certains pouvoirs et attributions spécifiques sont toutefois délégués depuis 1989 au niveau des régions dans le cadre de la politique de décentralisation.

## Établissements rattachés

### Secteur industriel
- Agence de promotion de l'industrie et de l'innovation
- Agence foncière industrielle
- Complexe sucrier de Tunisie
- Institut national de la normalisation et de la propriété industrielle
- Laboratoire central d'analyses et d'essais
- Société Les Ciments de Bizerte
- Société Les Ciments d'Oum El Kélil
- Société nationale de cellulose et de papier alfa
- Société tunisienne de chaux
- Société tunisienne de sidérurgie « El Fouledh »
- Société tunisienne du sucre

### Secteur de l'énergie et des mines
- Agence nationale des énergies renouvelables
- Agence nationale pour la maîtrise de l'énergie
- Compagnie de transport par pipeline au Sahara
- Compagnie des phosphates de Gafsa
- Compagnie tunisienne de forage
- Entreprise tunisienne d'activités pétrolières
- Groupe chimique tunisien
- Office national des mines
- Société de transport d'hydrocarbure par pipeline
- Société nationale de distribution des pétroles
- Société tunisienne de l'électricité et du gaz
- Société tunisienne des industries de raffinage
- Société tunisienne du gazoduc trans-tunisien

### Centres techniques sectoriels
Le ministère dispose de huit centres techniques sous tutelle :
- Centre national du cuir et de la chaussure
- Centre technique de l'emballage et du conditionnement
- Centre technique de l'agroalimentaire
- Centre technique de l'industrie du bois et de l'ameublement
- Centre technique de la chimie
- Centre technique des industries mécaniques et électriques
- Centre technique des matériaux de construction, de la céramique et du verre
- Centre technique du textile

### Technopoles et pôles de compétitivité
- Pôle de compétitivité Monastir-El Fejja (La Manouba)
- Pôle industriel et technologique de Gabès
- BiotechPole Sidi Thabet
- Technopole de Borj Cédria
- Pôle de compétitivité de Bizerte
- Pôle Elgazala
- Technopole de Sousse
- Technopole de Sfax
- Pôle de compétitivité de Gafsa

## Ministre
Le ministre de l'Industrie est nommé par le chef du gouvernement depuis 2011, selon la loi constituante de 2011, puis l'article 89 de la Constitution de 2014. Selon la Constitution de 1959, il était nommé par le président de la République sur proposition du Premier ministre.
Il dirige le ministère et participe au Conseil des ministres.

### Liste
| Image | Nom                                                    | Parti        |  | Gouvernement                                                                                    | Début du mandat   | Fin du mandat     |
| ----- | ------------------------------------------------------ | ------------ |  | ----------------------------------------------------------------------------------------------- | ----------------- | ----------------- |
|       | Ferjani Bel Haj Ammar (Économie)                       | Néo-Destour  |  | Gouvernement Bourguiba I                                                                        | 15 avril 1956     | 29 juillet 1957   |
|       | Ezzeddine Abassi (Industrie)                           | Néo-Destour  |  | Gouvernement Bourguiba II                                                                       | 29 juillet 1957   | 7 octobre 1961    |
|       | Ahmed Ben Salah (Plan et Économie nationale)           | PSD          |  | Gouvernement Bourguiba II                                                                       | 12 novembre 1961  | 24 octobre 1968   |
|       | Abderrazak Rassaa                                      | PSD          |  | Gouvernement Bourguiba II                                                                       | 24 octobre 1968   | 8 septembre 1969  |
|       | Hassen Belkhodja (Affaires économiques)                | PSD          |  | Gouvernement Bourguiba II Gouvernement Ladgham                                                  | 8 septembre 1969  | 12 juin 1970      |
|       | Hédi Nouira (Économie nationale)                       | PSD          |  | Gouvernement Ladgham                                                                            | 12 juin 1970      | 6 novembre 1970   |
|       | Tijani Chelli (Économie nationale)                     | PSD          |  | Gouvernement Nouira                                                                             | 6 novembre 1970   | 22 mars 1972      |
|       | Chedly Ayari (Économie nationale)                      | PSD          |  | Gouvernement Nouira                                                                             | 22 mars 1972      | 25 septembre 1974 |
|       | Abdelaziz Lasram (Économie nationale)                  | PSD          |  | Gouvernement Nouira                                                                             | 25 septembre 1974 | 26 décembre 1977  |
|       | Rachid Sfar                                            | PSD          |  | Gouvernement Nouira                                                                             | 26 décembre 1977  | 27 novembre 1979  |
|       | Amor Rourou (Industrie, Mines et Énergie)              | PSD          |  | Gouvernement Nouira                                                                             | 27 novembre 1979  | 25 avril 1980     |
|       | Abdelaziz Lasram (Économie nationale)                  | PSD          |  | Gouvernement Mohamed Mzali                                                                      | 25 avril 1980     | 14 octobre 1983   |
|       | Rachid Sfar (Économie nationale)                       | PSD          |  | Gouvernement Mohamed Mzali                                                                      | 14 octobre 1983   | 28 avril 1986     |
|       | Slaheddine Ben Mbarek (Industrie et Commerce)          | PSD RCD      |  | Gouvernement Mohamed Mzali Gouvernement Sfar Gouvernement Ben Ali Gouvernement Hédi Baccouche I | 28 avril 1986     | 27 juillet 1988   |
|       | Moncef Belaïd (Industrie puis Économie nationale)      | RCD          |  | Gouvernement Hédi Baccouche II Gouvernement Hédi Baccouche III Gouvernement Karoui              | 27 juillet 1988   | 3 mars 1990       |
|       | Mohamed Ghannouchi (Économie)                          | RCD          |  | Gouvernement Karoui                                                                             | 3 mars 1990       | 20 février 1991   |
|       | Sadok Rabah (Économie nationale)                       | RCD          |  | Gouvernement Karoui                                                                             | 20 février 1991   | 25 janvier 1995   |
|       | Slaheddine Bouguerra (Industrie)                       | RCD          |  | Gouvernement Karoui                                                                             | 25 janvier 1995   | 11 octobre 1997   |
|       | Moncef Ben Abdallah                                    | RCD          |  | Gouvernement Karoui Gouvernement Ghannouchi I                                                   | 11 octobre 1997   | 25 août 2003      |
|       | Fethi Merdassi                                         | RCD          |  | Gouvernement Ghannouchi I                                                                       | 25 août 2003      | 10 novembre 2004  |
|       | Afif Chelbi                                            | RCD          |  | Gouvernement Ghannouchi I Gouvernement Ghannouchi II                                            | 10 novembre 2004  | 28 février 2011   |
|       | Abdelaziz Rassâa                                       | Indépendant  |  | Gouvernement Caïd Essebsi                                                                       | 28 février 2011   | 24 décembre 2011  |
|       | Mohamed Lamine Chakhari                                | Ennahdha     |  | Gouvernement Jebali                                                                             | 24 décembre 2011  | 13 mars 2013      |
|       | Mehdi Jomaa                                            | Indépendant  |  | Gouvernement Larayedh                                                                           | 13 mars 2013      | 29 janvier 2014   |
|       | Kamel Ben Naceur                                       | Indépendant  |  | Gouvernement Jomaa                                                                              | 29 janvier 2014   | 6 février 2015    |
|       | Zakaria Hamad                                          | Indépendant  |  | Gouvernement Essid                                                                              | 6 février 2015    | 27 août 2016      |
|       | Zied Ladhari (Industrie et commerce)                   | Ennahdha     |  | Gouvernement Chahed                                                                             | 27 août 2016      | 12 septembre 2017 |
|       | Imed Hammami (Industrie et PME)                        | Ennahdha     |  | Gouvernement Chahed                                                                             | 12 septembre 2017 | 18 novembre 2017  |
|       | Slim Feriani (Industrie et PME)                        | Nidaa Tounes |  | Gouvernement Chahed                                                                             | 18 novembre 2017  | 27 février 2020   |
|       | Salah Ben Youssef                                      | Indépendant  |  | Gouvernement Fakhfakh                                                                           | 27 février 2020   | 2 septembre 2020  |
|       | Salwa Sghayer (Industrie, Énergie et Mines)            | Indépendante |  | Gouvernement Mechichi                                                                           | 2 septembre 2020  | 15 février 2021   |
|       | Mohamed Bousaïd (Industrie, Énergie et Mines, intérim) | Indépendante |  | Gouvernement Mechichi                                                                           | 15 février 2021   | 11 octobre 2021   |
|       | Neila Gonji (Industrie, Énergie et Mines)              | Indépendante |  | Gouvernement Bouden                                                                             | 11 octobre 2021   | 4 mai 2023        |
|       | Fatma Thabet (Industrie, Énergie et Mines)             | Indépendante |  | Gouvernement Hachani/Madouri/Zaafrani                                                           | 24 janvier 2024   | en cours          |

## Secrétariat d'État
- Brahim Baccari (8 octobre 2001-?)
- Slim Feriani (12 septembre-18 novembre 2017)
- Wael Chouchène (depuis le 24 janvier 2024)